# Liste des communes de l'appellation d'origine contrôlée Anjou
Cet article liste les communes de l'appellation d'origine contrôlée anjou, y compris l'anjou-gamay, le cabernet d'Anjou et le rosé d'Anjou.

## Liste des communes par département
Sont assurés sur le territoire des communes suivantes :
- la récolte des raisins, la vinification, l'élaboration et l'élevage des  vins tranquilles susceptibles de bénéficier de l'appellation d'origine contrôlée anjou ;
- la récolte des raisins, la vinification, l'élaboration, l'élevage et le conditionnement des vins mousseux blancs et rosés susceptibles de bénéficier de l'appellation d'origine contrôlée anjou ;
- la récolte des raisins, la vinification et l'élaboration des vins susceptibles de bénéficier des appellations d'origine contrôlées cabernet d'Anjou et rosé d'Anjou[1].

### Département deMaine-et-Loire
- Les Alleuds
- Allonnes
- Ambillou-Château
- Angers
- Antoigné
- Artannes-sur-Thouet
- Aubigné-sur-Layon
- Beaulieu-sur-Layon
- Blaison-Gohier
- Bouchemaine
- Bouzillé
- Brain-sur-Allonnes
- Brézé
- Brigné
- Brissac-Quincé
- Brossay
- Cernusson
- Les Cerqueux-sous-Passavant
- Chacé
- Chalonnes-sur-Loire
- Champ-sur-Layon
- Champtocé-sur-Loire
- Champtoceaux
- Chanzeaux
- La Chapelle-Saint-Florent
- Charcé-Saint-Ellier-sur-Aubance
- Chaudefonds-sur-Layon
- Chavagnes
- Chemellier
- Chênehutte-Trèves-Cunault
- Cizay-la-Madeleine
- Cléré-sur-Layon
- Concourson-sur-Layon
- Le Coudray-Macouard
- Courchamps
- Coutures
- Denée
- Dénezé-sous-Doué
- Distré
- Doué-la-Fontaine
- Drain
- Épieds
- Faveraye-Mâchelles
- Faye-d'Anjou
- Fontaine-Milon
- Fontevraud-l'Abbaye
- Forges
- La Fosse-de-Tigné
- Gennes
- Grézillé
- Huillé
- Ingrandes
- Juigné-sur-Loire
- La Jumellière
- Landemont
- Liré
- Louerre
- Louresse-Rochemenier
- Lué-en-Baugeois
- Luigné
- Le Marillais
- Martigné-Briand
- Meigné
- Le Mesnil-en-Vallée
- Montfort
- Montilliers
- Montjean-sur-Loire
- Montreuil-Bellay
- Montsoreau
- Mozé-sur-Louet
- Mûrs-Erigné
- Notre-Dame-d'Allençon
- Noyant-la-Plaine
- Nueil-sur-Layon
- Parnay
- Passavant-sur-Layon
- Pellouailles-les-Vignes
- La Pommeraye
- La Possonnière
- Le Puy-Notre-Dame
- Rablay-sur-Layon
- Rochefort-sur-Loire
- Rou-Marson
- Saint-Aubin-de-Luigné
- Saint-Cyr-en-Bourg
- Saint-Florent-le-Vieil
- Saint-Georges-des-Sept-Voies
- Saint-Georges-sur-Layon
- Saint-Georges-sur-Loire
- Saint-Germain-des-Prés
- Saint-Jean-des-Mauvrets
- Saint-Just-sur-Dive
- Saint-Lambert-du-Lattay
- Saint-Laurent-de-la-Plaine
- Saint-Laurent-du-Mottay
- Saint-Macaire-du-Bois
- Saint-Melaine-sur-Aubance
- Saint-Rémy-la-Varenne
- Saint-Saturnin-sur-Loire
- Saint-Sigismond
- Saint-Sulpice-sur-Loire
- Saint-Sylvain-d'Anjou
- Sainte-Gemmes-sur-Loire
- Saulgé-l'Hôpital
- Saumur
- Savennières
- Soucelles
- Soulaines-sur-Aubance
- Souzay-Champigny
- Tancoigné
- Thouarcé
- Le Thoureil
- Tigné
- Trémont
- Turquant
- Les Ulmes
- Valanjou
- La Varenne
- Varennes-sur-Loire
- Varrains
- Vauchrétien
- Vaudelnay
- Les Verchers-sur-Layon
- Verrie
- Vihiers
- Villevêque

### Département desDeux-Sèvres
- Argenton-l'Eglise
- Bouillé-Loretz
- Bouillé-Saint-Paul
- Brion-près-Thouet
- Cersay
- Louzy
- Mauzé-Thouarsais
- Saint-Cyr-la-Lande
- Saint-Martin-de-Mâcon
- Saint-Martin-de-Sanzay
- Sainte-Radegonde
- Sainte-Verge
- Thouars
- Tourtenay

### Département de laVienne
- Berrie
- Curçay-sur-Dive
- Glénouze
- Pouançay
- Ranton
- Saint-Léger-de-Montbrillais
- Saix
- Ternay
- Les Trois-Moutiers